# 勞特湖
47°26′19″N 11°14′7″E / 47.43861°N 11.23528°E

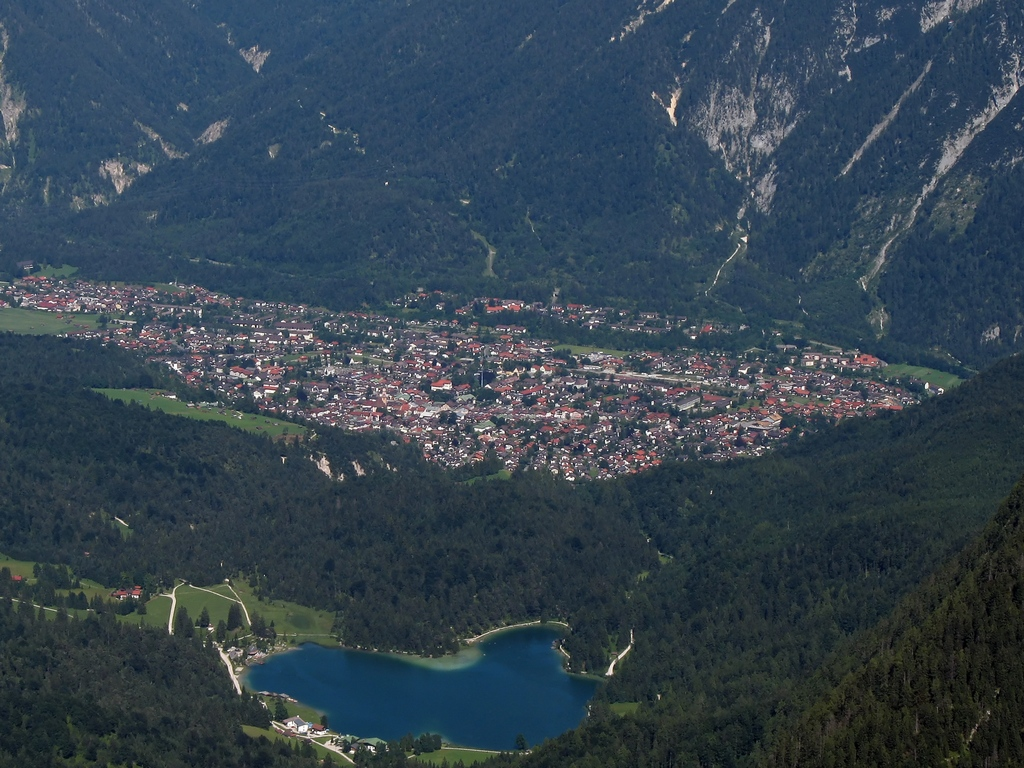

勞特湖（德語：Lautersee），是德國的湖泊，位於該國東南部，由巴伐利亞負責管轄，處於上巴伐利亞行政區，面積0.15平方公里，海拔高度1,013米，最大水深19米，每年平均降雨量1,666毫米。